# 泰德·迪比亞西
泰德·迪比亞西（英語：Ted DiBiase，1954年1月18日—），本名泰多爾·馬文·迪比亞西（英語：Theodore Marvin DiBiase），是美國的退休職業摔角選手、選手經紀人、播報員及牧師。泰德·迪比亞西目前與世界摔角娛樂的傳奇計劃簽約。泰德·迪比亞西在不同的摔角聯盟都成功的取得過冠軍，在他的摔角生涯中共有三十次。泰德·迪比亞西最知名的時期是在世界摔角聯盟的時候，並被冠上百萬富翁的稱號。

## 冠軍及成就

### 職業摔角畫報
- PWI年度最厭惡摔角手（1982年）
- PWI 500-第17名（1991年）
- PWI Years（個人）-第32名（2003年）[7]
- PWI Years（團體）-第20名（2003年）[8]

### 世界摔角聯盟 / 世界摔角娛樂
- WWE百萬冠軍（兩次）1
- WWF北美重量級冠軍（一次）[9][10]
- WWF世界雙打冠軍（三次）[10]
- 擂台之王（1988年）[1][10]
- 衝擊大賞年度人道主義（1987年）
- 世界摔角娛樂名人堂（2010年）

### 摔角觀察通訊獎（英语：List of Wrestling Observer Newsletter awards）
- 年度最佳噱頭（1987年）
- 年度最佳腳跟攻擊（1987年、1988年）
- 年度最佳技術摔角手（1981年）
- 年度最佳技術摔角手（1982年）
- 年度最佳宿敵（1985年）
- 摔角觀察通訊名人堂（1996年）

1 ^  世界摔角聯盟官方並無正式承認WWE百萬冠軍。